# Hiskia ben Manoah
Hiskia ben Manoah (hebräisch חזקיה בן מנוח), eigentlich Rabbi Hezekiah ben Rabbi Manoa (geboren wahrscheinlich um 1250 in Frankreich; gestorben um 1310 ebendort) war ein französischer Rabbiner und Bibelkommentator des 13. Jahrhunderts. Er ist allgemein unter dem Titel seines Kommentars Chizkuni (hebräisch חזקוני) bekannt. Er steht in der Epoche der Talmudisten für die Rischonim, (hebräisch ראשונים ‚die Ersten‘). 

## Leben und Wirken
Zu seinem Leben ist wenig verbürgtes bekannt. Hiskia wurde vor allem als Kommentator jüdischer Schriften bekannt, insbesondere für seine Arbeit an der Talmud-Kommentierung. Er stammte aus einer gelehrten Familie und war ein bedeutender Talmud- und Halacha-Gelehrter seiner Zeit. Es finden sich Belege, die darauf hindeuten, dass sein Vater sei Manoah von Béziers gewesen sei. Im Gedenken an seinen Vater, der durch seine Standhaftigkeit im Glauben seine rechte Hand verlor, verfasste Hiskia einen Kommentar zum Pentateuch mit dem Titel Ḥazzeḳuni (ca. 1240). Es wurde im Jahre 1524 in Venedig gedruckt. Weitere Ausgaben erschienen in Cremona (1559), Amsterdam (1724, in der Rabbinischen Bibel von M. Frankfurter), Lemberg (1859) usw.
Es wird berichtet, dass Hiskia Manoah in einer Zeit religiöser Verfolgung gefoltert worden sei. So war König Ludwig IX. (auch bekannt als „Ludwig der Heilige“), der von 1226 bis 1270 regierte, ein zentraler Akteur in den antijüdischen (Geschichte der Juden unter Ludwig IX) Maßnahmen seiner Zeit. Ludwig IX. zeigte eine starke christlich-katholische Gesinnung und setzte sich für die „christliche Glaubensreinheit“ und gegen den „Einfluss der Juden“ auf die Gesellschaft ein.
Sein Kommentar war einer der ersten systematischen Kommentare zum klassischen Kommentar von Raschi und entstand auf diesem Gebiet vor dem Werk von Nachmanides, verwendet aber auch Kurzfassungen und enthält ausgewählte Zitate und Material aus ungefähr zwanzig anderen Kommentaren, wie in der Einleitung erwähnt wird. In seinem Kommentar stützt er sich hauptsächlich auf die halachischen und aggadischen Midraschim und eben auf die Kommentare von Raschi, zitiert aber auch verschiedene Kommentare aus anderen Kommentaren, basiert größtenteils auf den Werken von Abraham ibn Ezra, Raschbam, Joseph ben Isaac Bekhor Shor (1130–1200) sowie weiteren Kommentatoren der französischen Schule. Neben Kommentaren, kritischen Analysen und Erläuterungen zu Raschis Werk trug er auch Originalanalysen in Form von „psychologischen“ Profilen und historischen Analysen bei. Das Werk enthält zahlreiche Verweise auf lateinische Bibelbegriffe.

## Werke (Auswahl)
- Hizzekuni Cremona 1559 (virtualjudaica.com)